# 1468

## Родени
- 29 февруари – Павел III, римски папа

## Починали
- Зара Якоб, император на Етиопия
- 3 януари – Йохан Гутенберг, Немски изобретател